# 친애적생명
《친애적생명》(亲爱的生命)은 2022년 방송되었던 중국의 드라마이다.

## 줄거리
- 중국 최고의 의료수준을 자랑하는 세 병원 중 한 곳인 셩치병원 산부인과 레지던트 두디와 우총루이는 의국장 선발로 경쟁관계의 놓이게 되고 두 사람은 주임의사 황원링과 주치의 린웨이의 지도하에 각종 병환을 치료하며 여러 인생사들을 마주하게 된다 한편 두디는 귀국해 어머니 사망의 진상을 조사하던 류넨바이와 티격태격하며 점차 가까워 지게 되고 우총루이와 리쥔샤오 또한 감정적으로 여러 일들을 겪고 용감하게 함께하게 된다

## 등장 인물
- 빅토리아 - 두디 역
- 왕샤오천 - 우총루이 역
- 후싱얼 - 황원링 역
- 왕삼 (王森) - 리쥔샤오 역
- 윤방 (尹昉) - 류넨바이 역
- 허위호 (许伟豪) - 린웨이 역
- 동박예 (董博睿) - 핑위안항 역
- 사바오량 - 티엔운산 역
- 풍파 (冯波) - 왕영 역
- 전원 (田原) - 리샤오주안 역
- 류천문 (刘倩文) - 쑤예 역
- 장정비 (张庭菲) - 리페이 역
- 양비양 (杨菲洋) - 페이잉 역
- 류장순 (刘长纯) - 리우정화 역
- 강기린 (江奇霖) - 리우레이 역
- 엄지초 (严智超) - 리우차오얼 역
- 모봉빈 (牟凤彬) - 리우위 역
- 조성순 (赵成顺) - 두용푸 역
- 맹수 (孟秀) - 장시오펀 역

## 참고 사항
- 극중 두디와 리우레이 역을 맡은 빅토리아와 강기린은 결애 : 천년의 사랑 이후 4년만에 재회하였다.
- 극중 우총루이 역을 맡은 왕샤오천은 호호설화 이후 4개월만에 출연하는 작품이기도 하다.
- 해당 드라마 엔딩곡은 극중 두디 역을 맡았던 빅토리아가 참여했다.